# Anagnostis Likidis
Anagnostis Likidis – grecki zapaśnik walczący w stylu klasycznym. Zajął 25. miejsce na mistrzostwach świata w 1991. Srebrny medalista igrzysk śródziemnomorskich w 1993 i szósty w 1991. Czwarty w Pucharze Świata w 1991 roku.